# Giancarlo Cappanera
Giancarlo Cappanera (Ancona, 22 agosto 1946) è uno speleologo italiano.
Il 25 settembre 1971 ha guidato la spedizione di giovani speleologi che ha portato alla scoperta della Grotta Grande del Vento di Frasassi.

## Biografia
Già dalla fine degli anni sessanta, sviluppa un profondo interesse per la speleologia, diventando un membro attivo del Gruppo Speleologico Marchigiano C.A.I di Ancona, rivestendo tra l'altro il ruolo di istruttore nel primo corso per le nuove leve.
Il 25 settembre 1971, sulla scorta dell'intuizione di Rolando Silvestri, Giancarlo Cappanera ha organizzato e guidato una spedizione che ha portato alla scoperta della Grotta Grande del Vento di Frasassi, un vasto complesso di caverne sotterranee nel territorio di Genga. Fu lui a suggerire il nome "Grotta Grande del Vento" per la formazione geologica divenuta oggi meta di turismo internazionale.
Nel corso degli anni, ha contribuito attivamente alla divulgazione delle informazioni relative alle Grotte di Frasassi
Parallelamente alla sua carriera speleologica, ha avuto un ruolo significativo come Direttore nella Redazione de Il Brogliaccio, un "quasi mensile studentesco" di Ancona attivo negli anni sessanta. Questa testata giornalistica, distribuita tra i banchi o nell'atrio degli istituti scolastici cittadini dal marzo 1962 al 1973, ha rappresentato una voce importante per gli studenti dell'epoca. Agli inizi degli anni Duemila, ha ristabilito la memoria di tale esperienza, rendendo pubblico il materiale pubblicato durante quegli anni., offrendo una preziosa testimonianza su come la pensassero i ragazzi di Ancona negli anni Sessanta. Subito dopo ha partecipato come Redattore Capo alla nuova edizione del "Il Brogliaccio 2000", una rivista distribuita gratuitamente solo via web. 
Da Sistemista Industriale si è occupato di telecomunicazioni e di impianti industriali per le Soc.ITT, Alcatel ed Ericcson.

## Opere
- La scoperta di Frasassi: memorie di uno speleologo fortunato., Ind. Pub. 2023 ISBN 979-8861762076
- (Storia del gruppo speleologico marchigiano C.A.I. di Ancona e delle scoperte effettuate dai suoi soci nel complesso carsico Fiume-Vento di Frasassi (Genga-Ancona).